# Ганнівці (Івано-Франківський район)
Га́ннівці — село в Івано-Франківському району Івано-Франківської області. Входить до складу Галицької міської громади.

## Історія
Перша письмова згадка про село (Hanyawcze) відноситься до 1436 року.
У податковому реєстрі 1515 року в селі документується піп (отже, уже тоді була церква) і 4 лани (близько 100 га) оброблюваної землі.
У 1939 році в селі проживало 860 мешканців (855 українців і 5 євреїв).
В радянські часи лівобережна частина села виділена в окремий населений пункт — Придністров'я.
До 2020 року село було в складі Гальцького району.

## Уродженці
Уродженкою села є Карпенко Зіновія Степанівна — поетка, докторка психологічних наук, завідувачка кафедри педагогічної та вікової психології Прикарпатського університету імені Василя Стефаника.